# Huisbrouwerij Sint Canarus
Huisbrouwerij Sint Canarus is een Belgische microbrouwerij uit het dorp Gottem, deelgemeente van Deinze. De brouwerij noemt zichzelf de grootste brouwerij tussen Gent en Deinze, maar is een van de kleinste van de wereld.

## Bieren
- Sint Canarus Tripel - 7,5 % alc., met nagisting in de fles. Dit bier wordt in grotere hoeveelheden gebrouwen bij De Proefbrouwerij te Hijfte.
- Potteloereke - stevig bruin bier van 8 % alc.
- Willy Kriegelbier - donkerblond van kleur, volmout, ongeveer 7 % alc.
- De Maeght van Gottem - het basisrecept is ongeveer dat van de Willy Kriegel, maar bij het bottelen wordt er in ieder flesje één hopbelletje ingebracht.
- Sint Canarus 10 jaar - blond bier met een alcoholpercentage van 8,73%, gebrouwen in 2012 ter gelegenheid van het 10-jarig bestaan van de brouwerij.
- Nelle van Cruysem - amberkleurig bier met een alcoholpercentage van 6%.